# Representación proporcional con lista de partidos

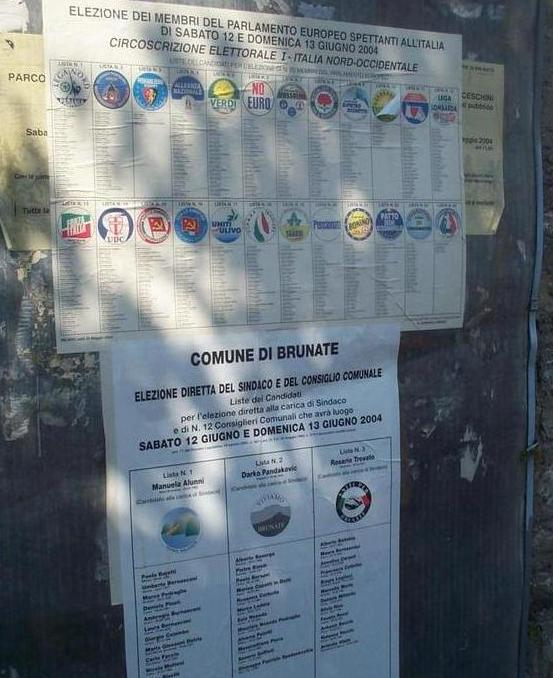
Cartel para las elecciones al Parlamento Europeo de 2004 en Italia, que muestra listas de partidos.

Los sistemas de representación proporcional de la lista de partidos son una familia de sistemas de votación que enfatizan la representación proporcional en las elecciones en las que se eligen múltiples candidatos (por ejemplo, elecciones al parlamento) mediante asignaciones a una lista electoral. También se pueden usar como parte de sistemas de miembros adicionales mixtos.
En estos sistemas, los partidos hacen listas de candidatos para ser elegidos, y los escaños se distribuyen a cada partido en proporción al número de votos que recibe el partido. Los votantes pueden votar directamente por el partido, como en Albania, Argentina, Turquía e Israel; o para candidatos cuyo total de votos se unirá al partido, como en Finlandia, Brasil y los Países Bajos; o para una lista de candidatos, como en Hong Kong. Los votantes en los distritos electorales de múltiples escaños de Luxemburgo pueden elegir entre votar por una lista completa de candidatos de un solo partido ("voto de lista") o votar por candidatos individuales de una o varias listas ("panachage").
El orden en que los candidatos de la lista de un partido son elegidos puede estar predeterminado por algún método interno del partido o los candidatos (un sistema de lista cerrada) o puede ser determinado por los votantes en general (un sistema de lista abierta) o por distritos (un sistema de lista local). 
Existen muchas variaciones en la asignación de asientos dentro de la representación proporcional de la lista de partidos. Los dos más comunes son: 
- El método promedio más alto, incluido el método D'Hondt (o el método de Jefferson) utilizado en Albania, Argentina, Armenia, Austria, Brasil, Bulgaria, Croacia, Camboya, Estonia, Finlandia, Israel, Polonia, España y muchos otros países; y el método Sainte-Laguë (o método Webster) utilizado en Noruega, Suecia, Nueva Zelanda, el Bundestag alemán y en seis estados alemanes (por ejemplo, Renania del Norte-Westfalia y Bremen).
- Los métodos de resto mayor (RM), incluido el método de Hamilton.

La representación proporcional de la lista también se puede combinar en varios híbridos, por ejemplo, utilizando el sistema miembro adicional. 
Lista de los principales métodos de distribución:
- "Método d'Hondt" de Macao (favorece mucho a los partidos pequeños)
- Método Huntington-Hill (favorece ligeramente los partidos pequeños)
- Método Webster/Sainte-Laguë, RM-Hare (favorece ligeramente a los partidos muy pequeños cuando no se modifican, si no hay un umbral electoral)
- RM-Droop (favorece muy ligeramente los partidos más grandes)
- Método D'Hondt (favorece ligeramente a los partidos más grandes)[5]
- RM-Imperiali (favorece en gran medida a los partidos más grandes)

Si bien la fórmula de asignación es importante, igualmente importante es la magnitud del distrito (número de escaños en una circunscripción). Cuanto mayor es la magnitud del distrito, más proporcional se vuelve un sistema electoral, siendo el más proporcional cuando no hay división en circunscripciones y todo el país es tratado como una circunscripción única.  
Además, en algunos países el sistema electoral funciona en dos niveles: en general para los partidos, y en circunscripciones para los candidatos, con las listas locales de partidos vistas como fracciones de las listas nacionales generales. En este caso, la magnitud de las circunscripciones locales es irrelevante, la distribución de escaños se calcula a nivel nacional. 
En Francia, las listas de partidos en elecciones proporcionales deben incluir tantos candidatos (y el doble de sustitutos para las elecciones departamentales) que hay asientos para ser asignados, mientras que en otros países se permiten listas "incompletas". 